# Nagyszalanc
Nagyszalanc (románul: Solonț) községközpont Romániában, Moldvában, Bákó megyében.

## Fekvése
Mojnesttől északra, a Nagy-Tázló és Sós-Tázló völgye között fekvő település.

## Története
Nagyszalanc nevét 1641-ben említette először oklevél, ekkor 90 magyar lakója és Nagyboldogasszonyról elnevezett fatemploma is említve volt.
1646-ban magyar faluként említették, melynek 175 lakosa volt, valamennyi római katolikus.
1661-ben mint lakatlan helyről tettek említést, magyar lakói elszéledtek, és csak 1692-ben tért vissza a lakosság mely a templomot is helyreállította.
Az 1800-as évek közepén még 120 székely-magyar családot számoltak itt össze.
1992-ben 1614 lakosa volt, melyből 1594 ortodox, 11 pünkösdista, 5 adventista, 1 római katolikus volt.